# Stromatopelma fumigatum
Stromatopelma fumigatum é uma espécie de aranha pertencente à família Theraphosidae (tarântulas).